# Châtillon-sur-Chalaronne
Châtillon-sur-Chalaronne, prvotno Châtillon-les-Dombes, je naselje in občina v jugovzhodnem francoskem departmaju Ain regije Rona-Alpe. Leta 1999 je naselje imelo 2.390 prebivalcev.

## Geografija
Kraj se nahaja v pokrajini Dombes ob reki Chalaronne 24 km jugozahodno od Bourga.

## Administracija
Châtillon-sur-Chalaronne je sedež istoimenskega kantona, v katerega so poleg njegove vključene še občine L'Abergement-Clémenciat, Biziat, Chanoz-Châtenay, Chaveyriat, Condeissiat, Dompierre-sur-Chalaronne, Mézériat, Neuville-les-Dames, Romans, Saint-André-le-Bouchoux, Saint-Georges-sur-Renon, Saint-Julien-sur-Veyle, Sandrans, Sulignat in Vonnas s 15.602 prebivalcema.
Kanton je sestavni del okrožja Bourg-en-Bresse.

## Pobratena mesta
- Wächtersbach (Nemčija),
- Colceag (Romunija).